# Вбивця (фільм, 2015)
«Вбивця» (кит.: 刺客聶隱娘) — тайванський фільм бойових мистецтв, знятий Хоу Сяосянем. Світова прем'єра стрічки відбулась 21 травня 2015 року в головному конкурсі Каннського кінофестивалю, де вона отримала Приз за найкращу режисуру. Фільм був висунутий Тайванем на премію «Оскар-2016» у номінації «найкращий фільм іноземною мовою».

## У ролях
- Шу Ці — Ніе Інніан
- Чан Чень — Чжен Тіан
- Чжоу Юнь — пані Тіан
- Сатосі Цумабукі
- Етан Жуань — Джін Ксіа
- Юн Мей — Не Тянь